# Definição de Código Aberto
"Definição de Código Aberto" é um documento publicado pela Open Source Initiative, para determinar se uma licença de software pode ser marcada com a certificação de código aberto.
A definição foi baseada na Debian Free Software Guidelines, escrito e adaptado principalmente por Bruce Perens.

## A Definição de Software LivreversusDefinição de Código Aberto
Apesar das diferenças filosóficas fundamentais entre o movimento software livre e o movimento código aberto, as definições oficiais de software livre pela Free Software Foundation e de software de código aberto pela Open Source Initiative referem-se basicamente às mesmas licenças de software, com algumas pequenas exceções. Embora sublinhando as diferenças filosóficas, a Free Software Foundation, comenta: